# David Collins (arquitecto)
David Collins (1955 - 17 de julio de 2013)  fue un arquitecto irlandés que se especializó en el diseño de interiores de los bares y restaurantes de Londres. Era conocido por su trabajo en los restaurantes de nivel Michelin como The Wolseley, Gordon Ramsay at Royal Hospital Road y Nobu Berkeley St. También diseñó los interiores al por menor de Jimmy Choo, Alexander McQueen y Harrods.
Collins murió de melanoma tres semanas después de haber sido diagnosticado. También fue un amigo cercano de Madonna y trabajó en el diseño de varias de sus casas.

### Citas
1. 1 2  «Restaurant designer David Collins dies». dezeen. 17 de julio de 2013. Consultado el 22 de julio de 2013. (En inglés)
2. ↑  Williamson, 2013.
3. ↑  Alexander, 2013.